# Neotrionymus monstatus
Neotrionymus monstatus är en insektsart. Neotrionymus monstatus ingår i släktet Neotrionymus och familjen ullsköldlöss.

## Underarter
Arten delas in i följande underarter:
- N. m. monstatus
- N. m. periolanus